# Germantown (Wisconsin)
Germantown es una villa ubicada en el condado de Washington en el estado estadounidense de Wisconsin. En el Censo de 2010 tenía una población de 19.749 habitantes y una densidad poblacional de 221,38 personas por km².

## Geografía
Germantown se encuentra ubicada en las coordenadas 43°14′4″N 88°7′30″O / 43.23444, -88.12500. Según la Oficina del Censo de los Estados Unidos, Germantown tiene una superficie total de 89.21 km², de la cual 89.14 km² corresponden a tierra firme y (0.08%) 0.07 km² es agua.

## Demografía
Según el censo de 2010, había 19.749 personas residiendo en Germantown. La densidad de población era de 221,38 hab./km². De los 19.749 habitantes, Germantown estaba compuesto por el 92.61% blancos, el 2.18% eran afroamericanos, el 0.23% eran amerindios, el 3.13% eran asiáticos, el 0% eran isleños del Pacífico, el 0.48% eran de otras razas y el 1.37% pertenecían a dos o más razas. Del total de la población el 2.03% eran hispanos o latinos de cualquier raza.